# Provadijska reka
Provadijska reka (bulharsky Провадийска река) je řeka v severovýchodním Bulharsku. Protéká vyvýšeninami Dolnodunajské nížiny v Šumenské a Varenské oblasti. Vlévá se do Beloslavského jezera. S délkou 119 km je 22. nejdelší bulharskou řekou.

## Průběh toku
Provadijska reka pramení pod názvem Kamenica ve vyvěračce v Samuilovských výšinách v nadmořské výšce 441 m, cca 70 m severozápadně od vesnice Bojan v obštině Venec. Její horní tok prochází zeměpisnou oblastí Ovče Pole, kterou širokým údolím teče na jihovýchod. Od města Kaspičan po město Provadija má její údolí charakter rokle a odděluje Provadijskou plošinu na jihozápadě, plošinu Stana na severu a Dobrinskou plošinu na východě. Za Provadijí řeka vytváří velký konvexní oblouk k jihu, pak se stáčí k severu a v dolním toku teče na severovýchod, přičemž se 2,6 km severovýchodně od obce Razdelna v obštině Beloslav vlévá do jihozápadního cípu Beloslavského jezera, kde ústí estuárem do Černého moře.

## Povodí
Plocha povodí Provadijské řeky je 2 131,8 km², na severu hraničí s povodími řek Kanagjol, Sucha reka a Batova reka, která se vlévá do Černého moře, a na jihu s povodím řeky Kamčija.

## Přítoky
Hlavní přítoky – → levý přítok, ← pravý přítok:
- → Kapaklăderesi
- ← Matniška reka (Matenica, Madara)
- → Kriva reka
- → Zlatina
- → Jaztepenska reka
- → Nadžakdere
- ← Glavnica
- → Manastirska reka
- → Devňa[p 1]

## Vodní režim

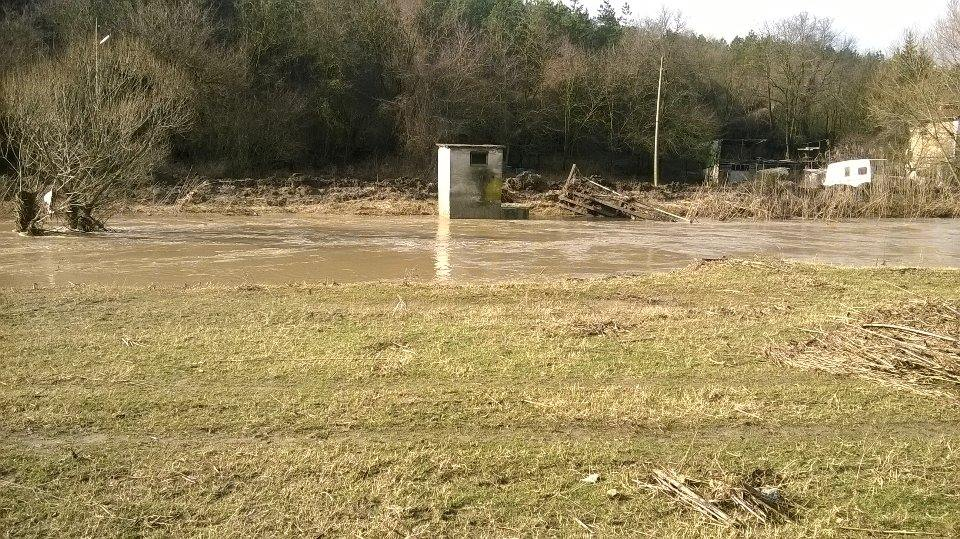
Zimní kulminace

Odtokový režim Provadijské řeky je dešťovo-sněhový, s maximálním odtokem v únoru až březnu a minimem v srpnu až září. Průměrný průtok u obce Sindel 2,4 m³/s.

## Sídla
Podél řeky se nacházejí 2 města a 11 vesnic:
- Šumenská oblast

- Obština Chitrino – Edinakovci, Dobri Vojnikovo, Chitrino, Kameňak
- Obština Kaspičan – Kaspičan

- Varenská oblast

- Obština Provadija – Venčan, Zlatina, Provadija, Bărzica
- Obština Avren – Junak, Sindel, Trustikovo
- Obština Beloslav – Razdelna

## Hospodářský význam

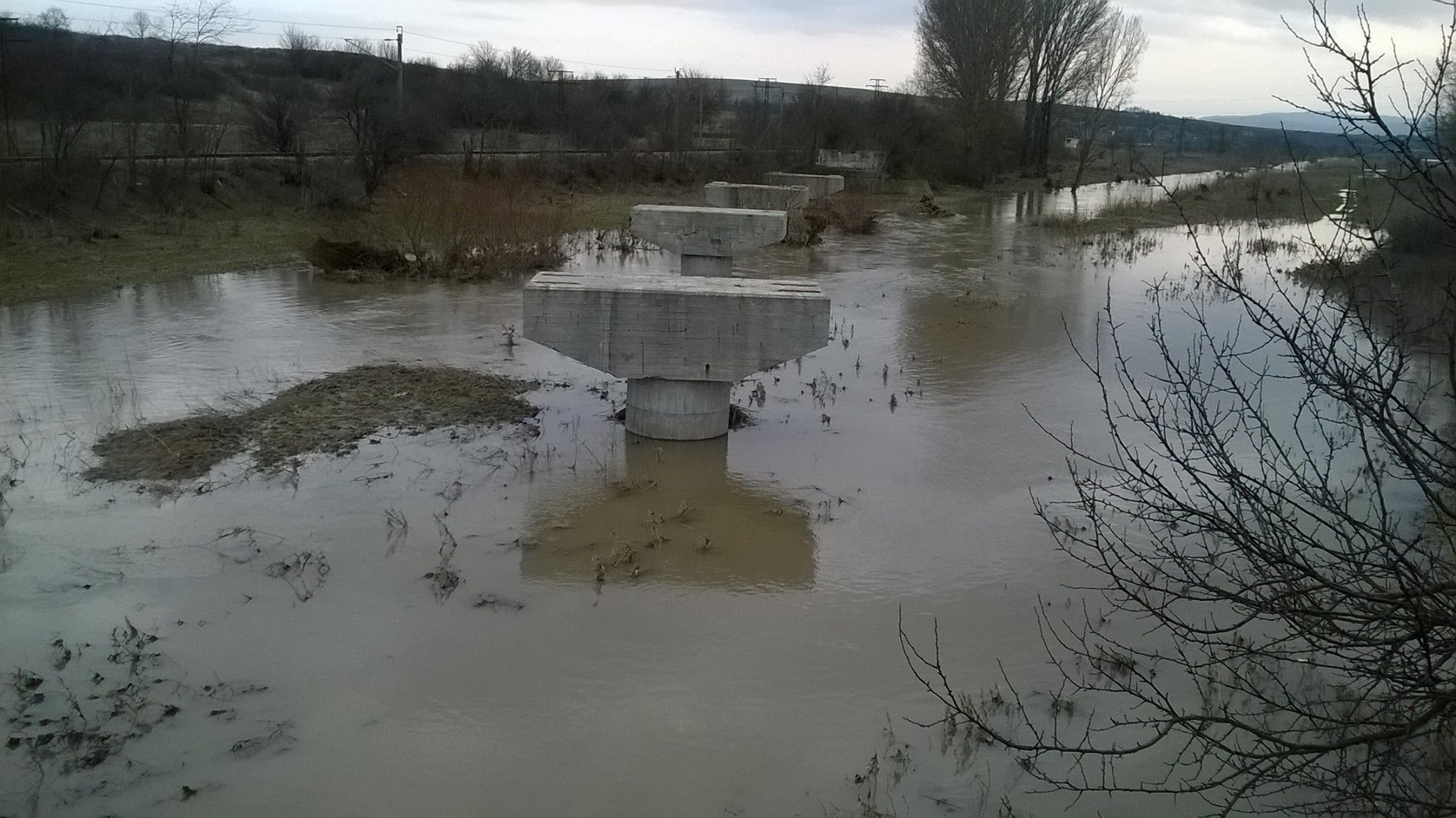
Povodeň na Provadijské řece poblíž obce Sindel, únor 2015

Vody řeky se využívají hlavně k zavlažování a průmyslovým potřebám. Velká část horního a celého dolního toku řeky byla upravena protipovodňovými hrázemi.
Podél toku řeky vedou následující komunikace:
- v délce 8,9 km v úseku mezi obcí Zlatina a městem Provadija, součást vedlejší silnice č. 208 Vetrino – Provadija – Ajtos
- v délce 12,8 km v úseku mezi obcí Bărzica a městem Provadija, součást vedlejší silnice č. 904 Staro Orjachovo – Dolni Čiflik – Provadija

Část železniční trati Ruse–Varna vede po celé délce údolí řeky.

## Fauna
V řece se vyskytují následující ryby, které se v Bulharsku vyskytují jen zřídka:
- Gasterosteus aculeatus L.
- Knipowitschia caucasica Berg
- Knipowitschia longicaudata (Ostřice dlouhoocasá)